# Nagórnik (zwyczajny)
Nagórnik (zwyczajny), nagórnik skalny, drozd skalny (Monticola saxatilis) – gatunek małego ptaka z rodziny muchołówkowatych (Muscicapidae). Nie wyróżnia się podgatunków. Nie jest zagrożony.

## Zasięg występowania
Nagórnik zamieszkuje rejony górskie od północno-zachodniej Afryki, przez południową i środkową Europę i Azję Mniejszą aż po środkową Azję (okolice Bajkału, Mongolia i środkowe Chiny). Pospolity w basenie Morza Śródziemnego. Wędrowny (przeloty IV–V i VIII–IX), zimuje w tropikalnej Afryce.
W Polsce dawniej skrajnie nieliczny ptak lęgowy w Karpatach; obserwowany w Pieninach, Tatrach, Bieszczadach i w Babiogórskim Parku Narodowym. Do początków XX wieku występował też na Wyżynie Krakowsko-Częstochowskiej (choć pojedynczy lęg po długiej przerwie odnotowano tam w latach 60.). Ostatni potwierdzony lęg nagórnika na terenie Polski miał miejsce w 1969 roku na Połoninie Caryńskiej w Bieszczadach, jednak możliwe, że skrajnie niewielka populacja utrzymała się do lat 80., z prawdopodobnymi lęgami w 1985 w Tatrach i 1987 w Pieninach. Po tym czasie ptaki tego gatunku odnotowywano bardzo rzadko, bez oznak lęgowości.

## Charakterystyka

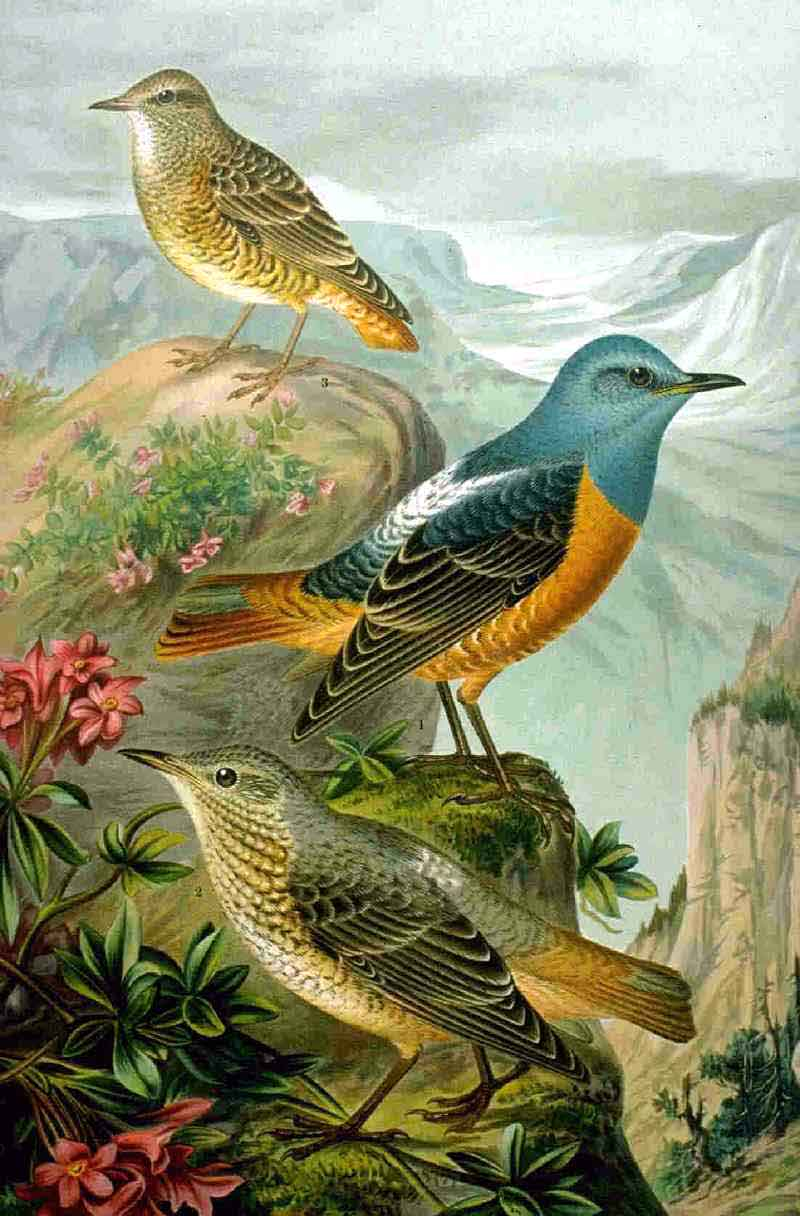
Nagórniki na starej rycinie; u góry osobnik młodociany, w środku dorosły samiec, u dołu dorosła samica

Wygląd zewnętrznySylwetka wyprostowana, podobna do białorzytki, z długim dziobem i krótkim ogonem. Samiec w szacie godowej ma modropopielatą głowę i gardło, spód ciała i skrzydeł oraz ogon jaskraworude. Wierzch ciała szary z białą plamą o zmiennej wielkości, kuper niebieski. Samice mają upierzenie o przytępionych barwach, ułożonych w deseń łuskowatych plamek. Głowa, gardło i grzbiet brązowe, spód beżowy z rudym nalotem. Ogon rudopomarańczowy, podobnie jak u samca. Młode podobne do samic, ale z bardziej wyrazistym rysunkiem.
Rozmiarydługość ciała ok. 17–19 cm, rozpiętość skrzydeł ok. 33–37 cm, długość skrzydła złożonego ok. 11,4–12,9 cm, długość ogona ok. 6,5 cm
Masa ciałaok. 45–60 g
GłosWabi krótkim „czak-czak” lub czystym „diu”. Śpiew urozmaicony, złożony z melodyjnych fletowych fraz z motywami szczebiotliwymi. Śpiewa siedząc na kamieniu lub w locie, kiedy to wznosi się z rozpostartym ogonem i następnie wraca powoli do punktu wyjścia.
ZachowanieProwadzi samotniczy tryb życia. Płochliwy, często chowa się za skałkami. Charakterystycznie potrząsa ogonem, podobnie jak pleszka zwyczajna.

## Środowisko
Tereny skaliste w górach i na wyżynach, górskie hale, a na południu zbocza ze żwirem i skąpą roślinnością w winnicach, ruinach, żwirowniach. Preferuje miejsca nasłonecznione i suche. Często występuje powyżej 1500 m n.p.m.

## Pożywienie
Głównie owady i ich larwy zbierane na ziemi, a także pająki, jaszczurki oraz jagody.

## Lęgi

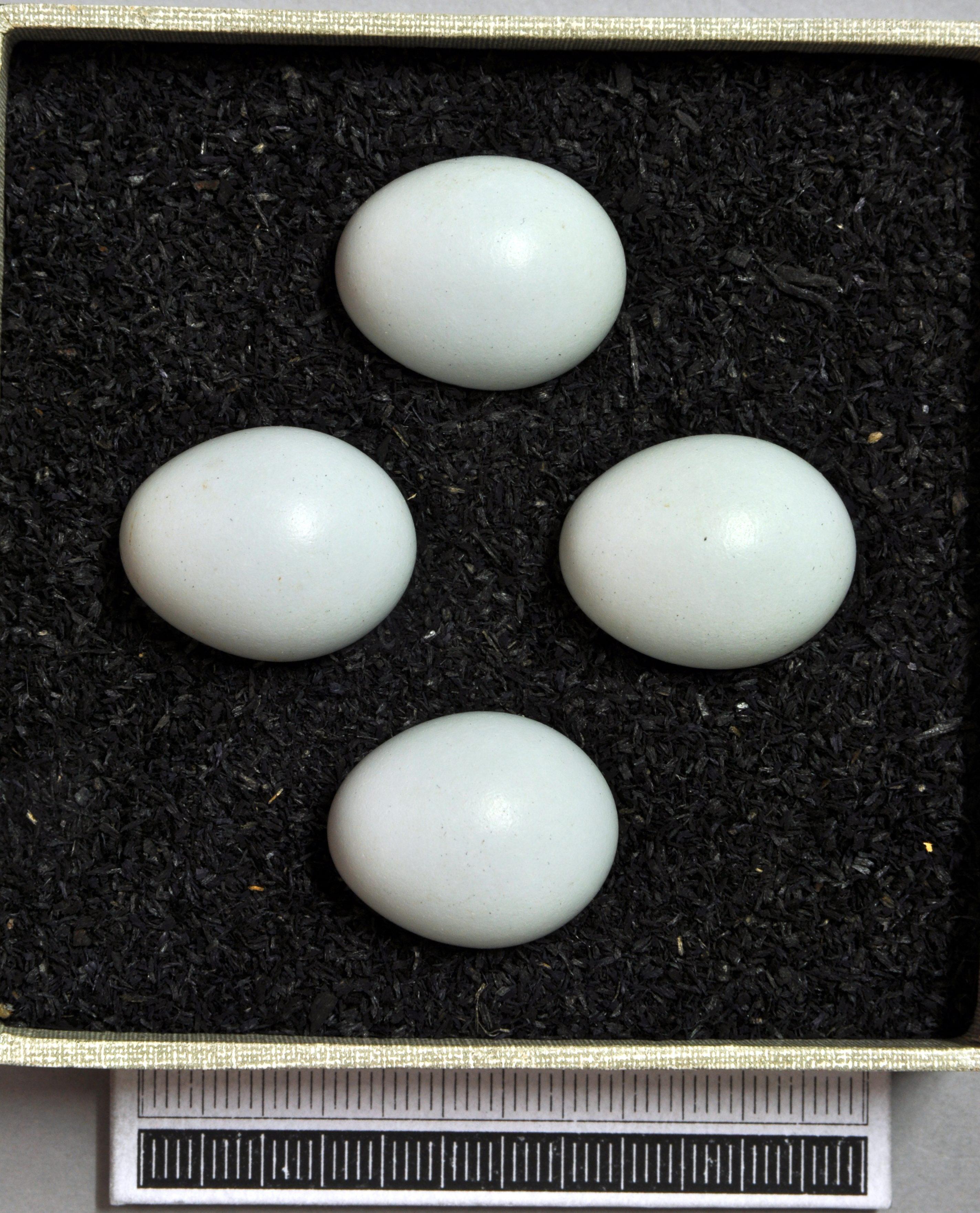
Jaja z kolekcji muzealnej

GniazdoW dziurze lub szczelinie skalnej, uwite niezbyt starannie ze źdźbeł i korzonków.
Jaja i wysiadywanieSamica składa 4–6 jaj o barwie niebieskawo-zielonej, niekiedy skąpo nakrapianych rdzawymi plamkami. Jaja są wysiadywane przez 14–15 dni.
PisklętaPisklęta opuszczają gniazdo po 14–15 dniach. Przez ok. 3–4 tygodnie pozostają pod opieką rodziców.

## Status i ochrona
IUCN uznaje nagórnika za gatunek najmniejszej troski (LC, Least Concern) nieprzerwanie od 1988 roku. Liczebność światowej populacji, wstępnie obliczona w oparciu o szacunki organizacji BirdLife International dla Europy z 2015 roku, mieści się w przedziale 0,8–2,9 miliona dorosłych osobników. Globalny trend liczebności populacji uznawany jest za spadkowy.
Na terenie Polski gatunek ten jest objęty ścisłą ochroną gatunkową. Na Czerwonej liście ptaków Polski został sklasyfikowany jako gatunek wymarły regionalnie (RE, Regionally Extinct).